# Афонин, Борис Макарович
Борис Макарович Афо́нин (1888 — 1955) — русский советский актёр и театральный режиссёр.

## Биография
Родился 19 (31 декабря) 1888 года. В 1909—1913 и 1916—1922 годах ученик Студии МХАТ, актёр. Участвовал в массовых сценах, играл небольшие роли. Основная деятельность в Первой студии, а затем во МХАТ-2.
После закрытия 2-го МХАТа был направлен в Театр транспорта, где и ранее работал как режиссёр. Вёл педагогическую работу, которую начинал в Московском пролеткульте и в различных студиях, а затем, с 1929 года — на кафедре драматического искусства в консерватории. В 1924—1927 годах входил в анархо-мистический «Орден Света». В годы Великой Отечественной войны был руководителем фронтового Музыкального театра ВТО.
Умер 5 апреля 1955 года. Похоронен в Москве на Новодевичьем кладбище (участок № 2).

## Театральные работы
- «В овраге» — Цабукин
- «Балладина» — Кострин
- «Гибель "Надежды"» — Симон
- «Двенадцатая ночь» Шекспира — Антонио
- «Калики перехожие» — Первый
- «Укрощение строптивой» Шекспира — Гремио
- «Эрик XIV» — герцог Карл, герцог Иоанн
- «Гамлет» Шекспира — Марцелло
- «Петербург» — Неуловимый
- «Смерть Иоанна Грозного» А. К. Толстого — Михайло Нагой
- «Петр I» — Ф. Ю. Ромодановский
- «Закат» — Никифор
- «Светите, звезды!» — Антонио
- «Начало жизни» — Некутный

## Фильмография
- 1918 — Восстание — Летов, солдат-большевик
- 1925 — Медвежья свадьба — домашний врач Шемета

## Награды и премии
- заслуженный артист РСФСР (15.2.1935)
- Сталинская премия второй степени (1951) — за постановку спектакля «Флаг адмирала» А. П. Штейна на сцене ЦТСА
- медали